# Близнята (посуд)

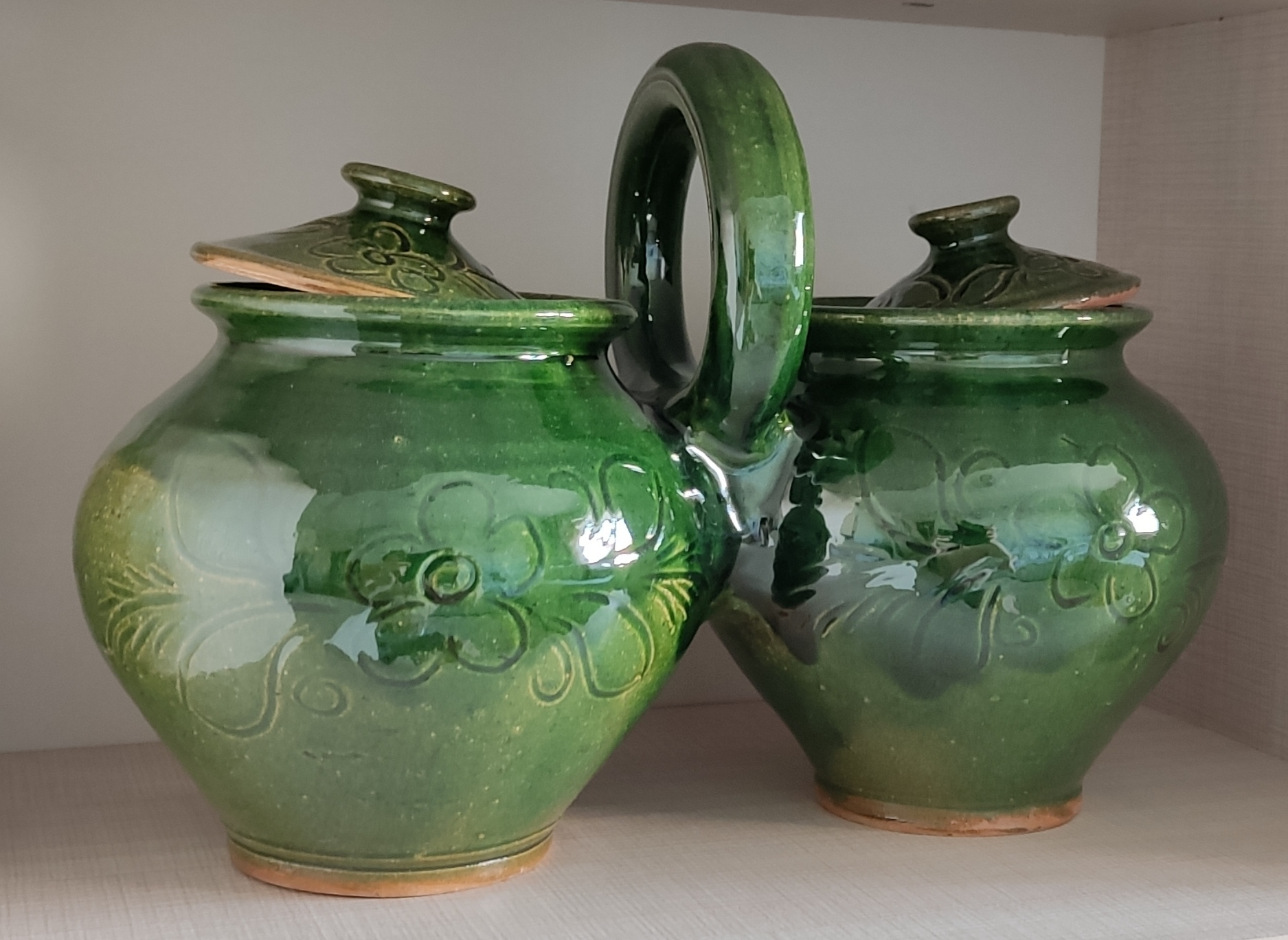
Зелені близнята з Опішні, Україна

Близня́та, також двійня́та, близнюки́, рідше дзвіня́та, двояки́, па́рка, двійня́тка (рос. щанки, спорыши, поляточки, близнята, двоешки, двойнички; біл. спарышы, блізняты, двайнікі; пол. dwojaki, dwaki; кашуб. dwòjôczi) — слов'янський глиняний посуд з переважно 2, рідко 3 (трійня́та) або 4 (четверня́та), горщиків однакового або різного розміру, скріплених ручкою (зазвичай у вигляді кільця), де отвори закриваються череп’яними покришками або фігурною дерев’яною кришечкою. У близнятах носили їжу на поле під час косовиці, сівби, жнив тощо. Двійнята широко використовувалися у селянському побуті, але вони не були придатні для приготування страв, ними носили їжу членам родини, які трудилися на полі. Такий посуд був зручний тим, що можна було носити дві страви однією рукою, тому можна було насипати борщ в один горщик, а в другий — кашу чи вареники. Властивістю глиняного посуду є тримання температури понад дві години, тому страви залишалися теплими довгий час. Хрещеники на Святвечір в них носили своїм хрещеним батькам кутю і узвар, а інколи у цьому посуді ділили свячену (благословенну) та несвячену (неблагословенну) їжу під час святкування обжинки або Дня подяки, тому цей посуд можна віднести до частково обрядового. Такі горщики-близнюки були в ужитку майже по всій Україні. Близнят робили чистими, тобто на голій глині, або полив'яними. Іноді вінця, шийку й плечі горщиків покривали орнаментом — смужками, кривульками, бігунками, зубчиками, які наносили червено-коричневою, білою або чорною краскою, рідше на близнюків наносилися малюнки. 
На Вітебщині та Смоленщині їх називали двоєшками (рос. двоешки), на Московщині — двійничками (рос. двойнички), на Ярославщині — шанками (рос. шанки). На півночі РФ таких горщиків не робили.

## Повір'я
Злою прикметою було тримати в домі горщики, які надщербилися або побилися.
При придбаванні близнят треба було його добре простукати, щоб горщик «подав голос», адже якщо звук глухий, то їжа буде тхнути глиною. Зазвичай купували двійнят раз на рік або через рік (це може бути пов'язано з частим користування влітку, через що вони билися або надщерблювалися). Щойно придбані близнюки господиня всередині обливала розведеним житнім борошном і випалювала в печі, що запобігало пропусканню води. Інколи на двійнят наносили орнамент-оберіг, який нібито захищав їжу від зурочень і надавав їй цілючої сили. Мати дитини пила непочату воду з горщиків-близнят, щоб було багато молока.

## Музеї
Горщики-близнята можна зустріти у різних музеях України, а саме: Музей Івана Гончара (три горщика), Білоцерківський краєзнавчий музей (п'ять горщиків), Новоград-Волинського літературно-меморіального музею Лесі Українки, Національний музей-заповідник українського гончарства в Опішному.

## Сьогодення
На сьогоднішній день використання у побуті горщиків-близнят зменшилося. Досі можна знайти гончарів, які продовжують їх виготовляти. Горщики-двійнята все більше використовують як оздоби або приготування одразу двох страв, ніж для свого первісного призначення — перенесення їжі.

## Цікаві факти
- На гербі села Голики, Хмельниччина, зображені горщики-близнята. Двійнята стали символом гончарства. Завдяки великим покладам глини та великій кількості жителів, які займалися гончарством, пів села мали прізвище Гончарук.
- На картині «Чорногузи» (1900) Юзефа Хелмонського зображено споживання їжі з близнят.
- Владислав Реймонт згадує двійнят у своєму романі «Селяни». У ньому описується життя жителів села Ліпці протягом чотирьох пір року. Цей твір отримав Нобелівську премію з літератури у 1924 році.

## Галерея

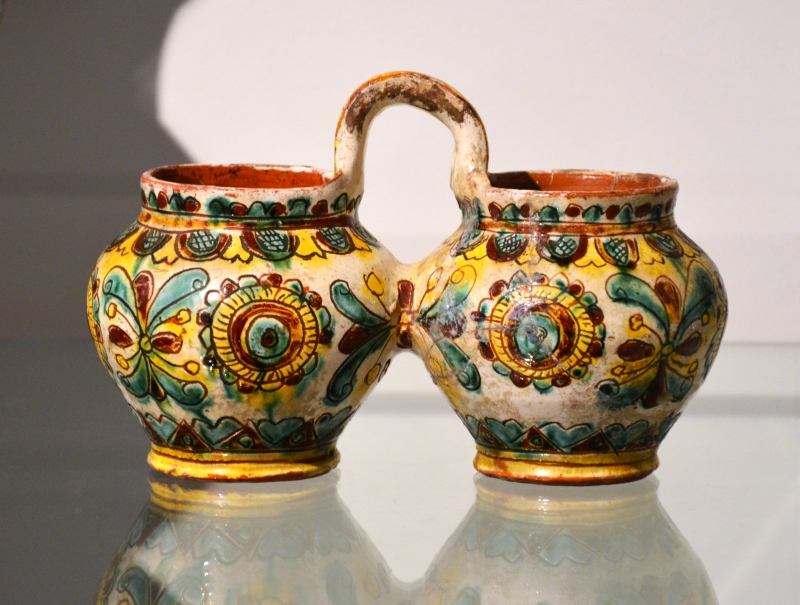
Двійнята з косівським розписом
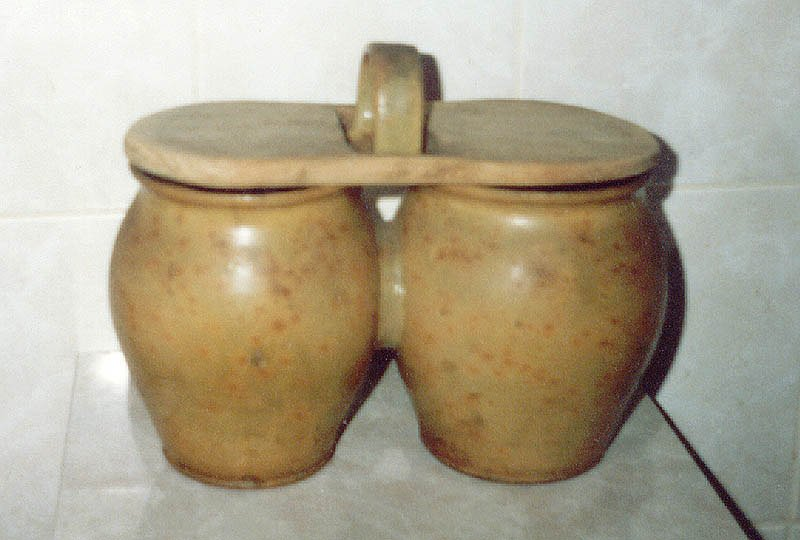
Близнюки з дерев'яною кришкою
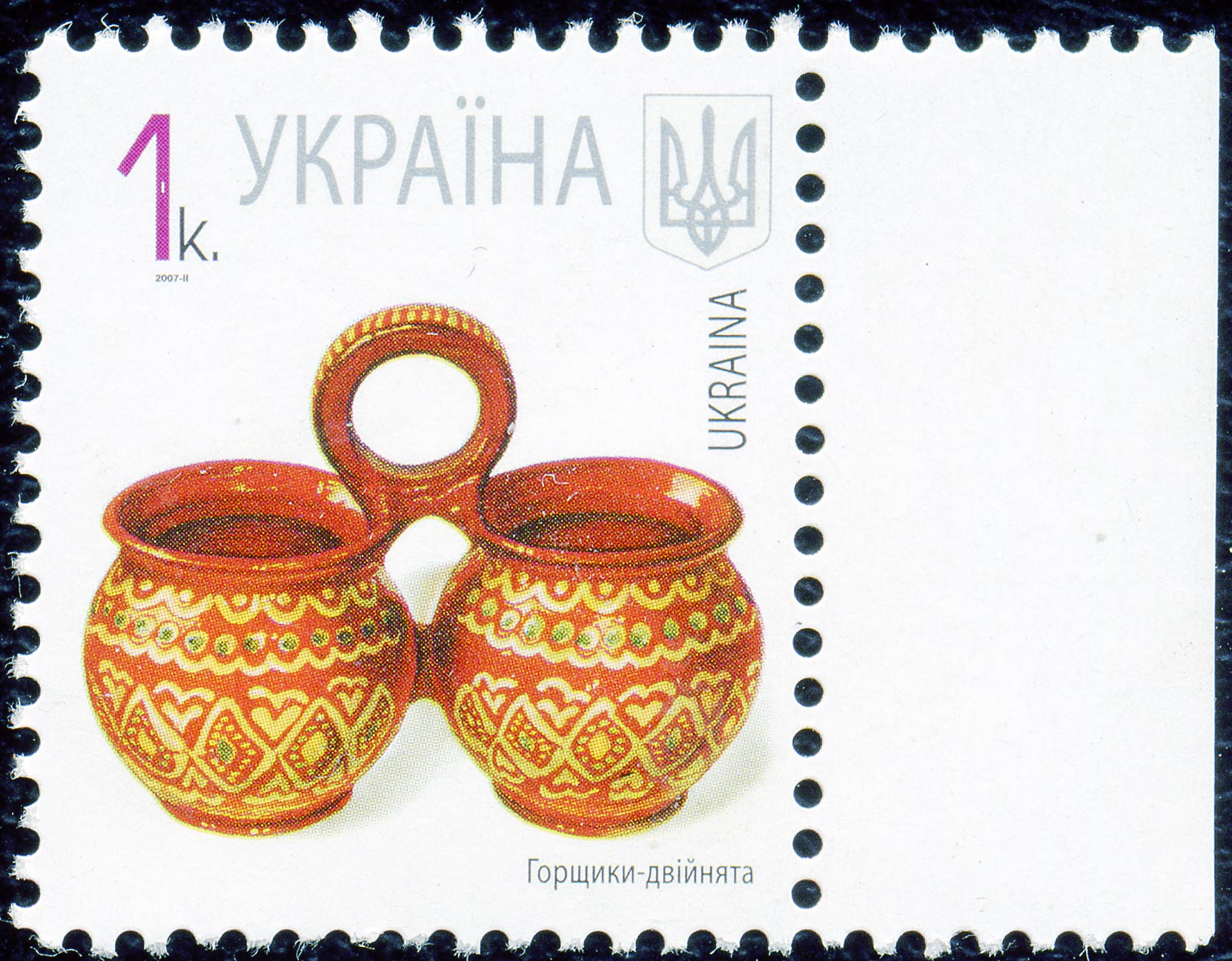
Горщики-двійнята на українській поштовій марці
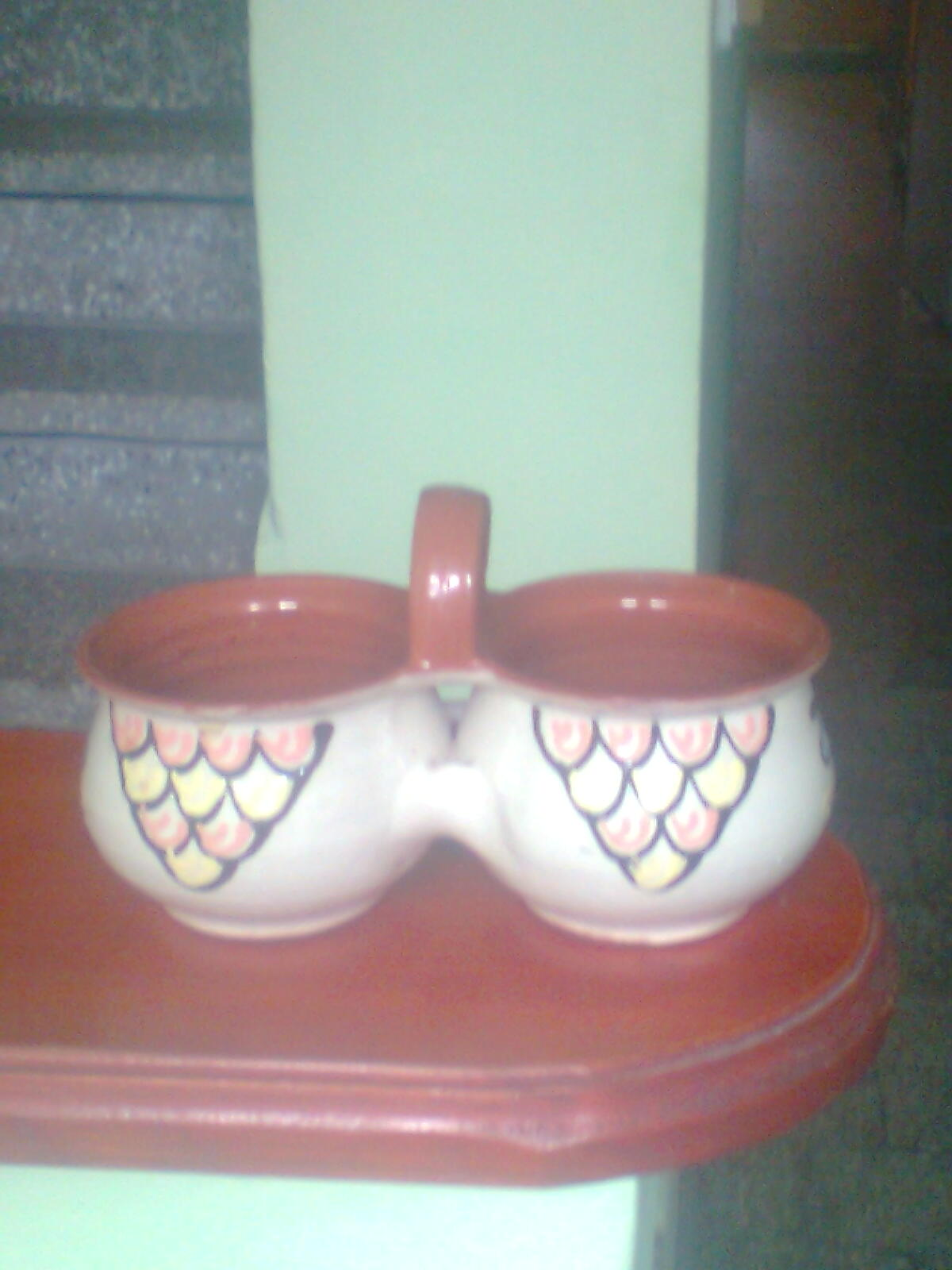
Близнята з Хмельно, Польща
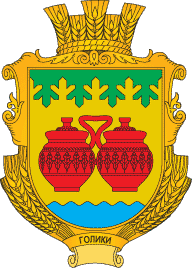
Герб села Голики, Хмельниччина, Україна
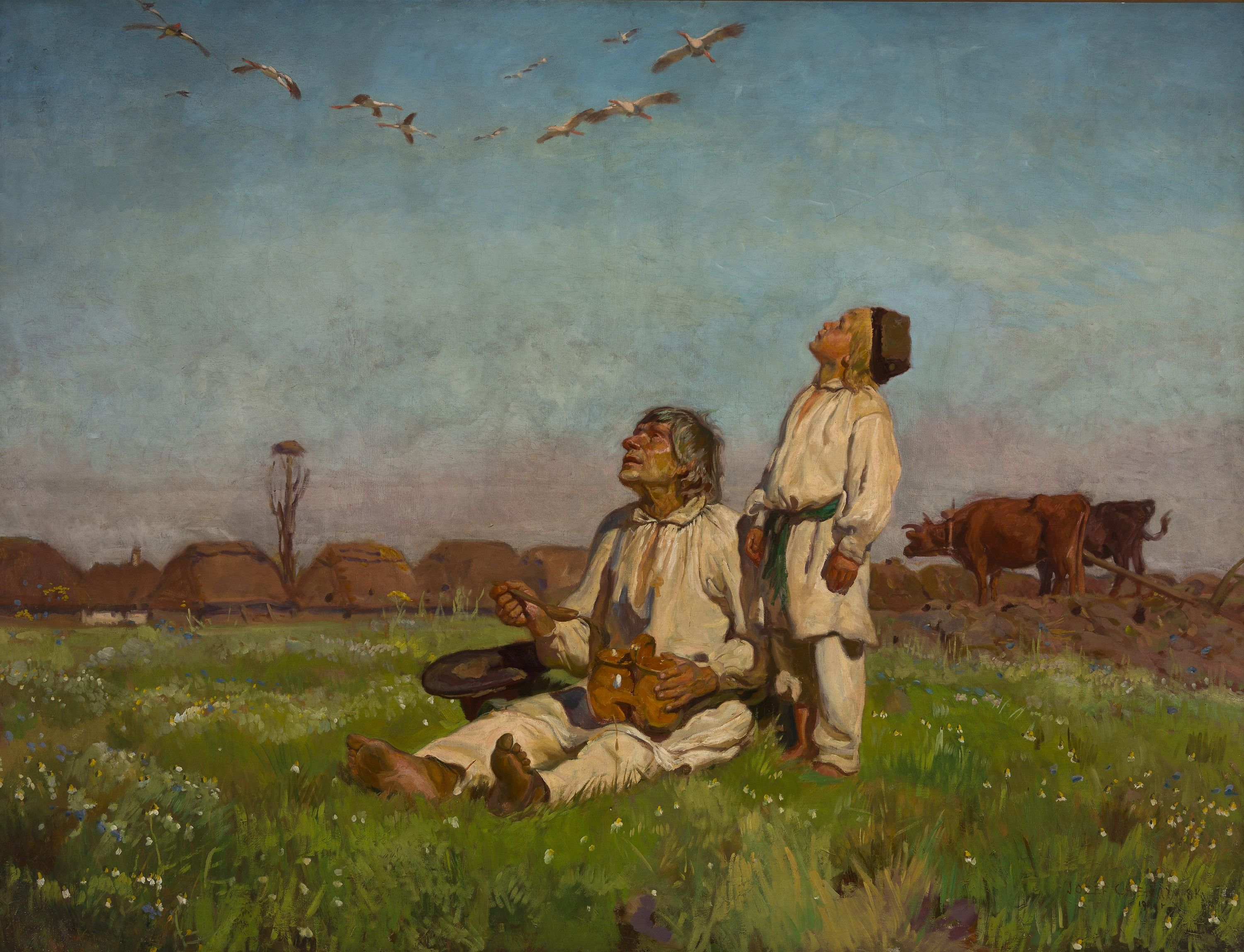
Картина «Чорногузи» Юзефа Хелмонського (1900)
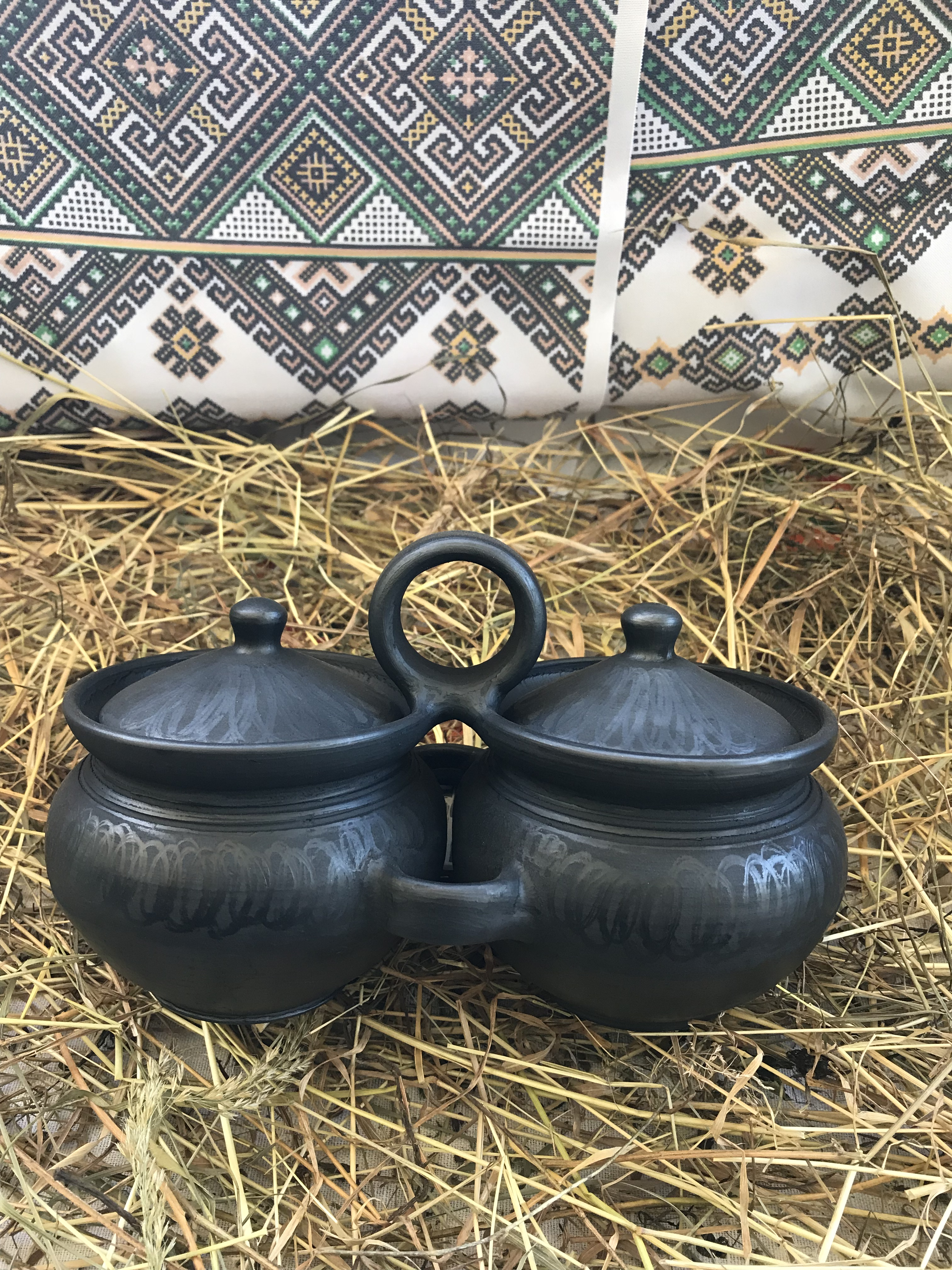
Чорнодимлені близнята
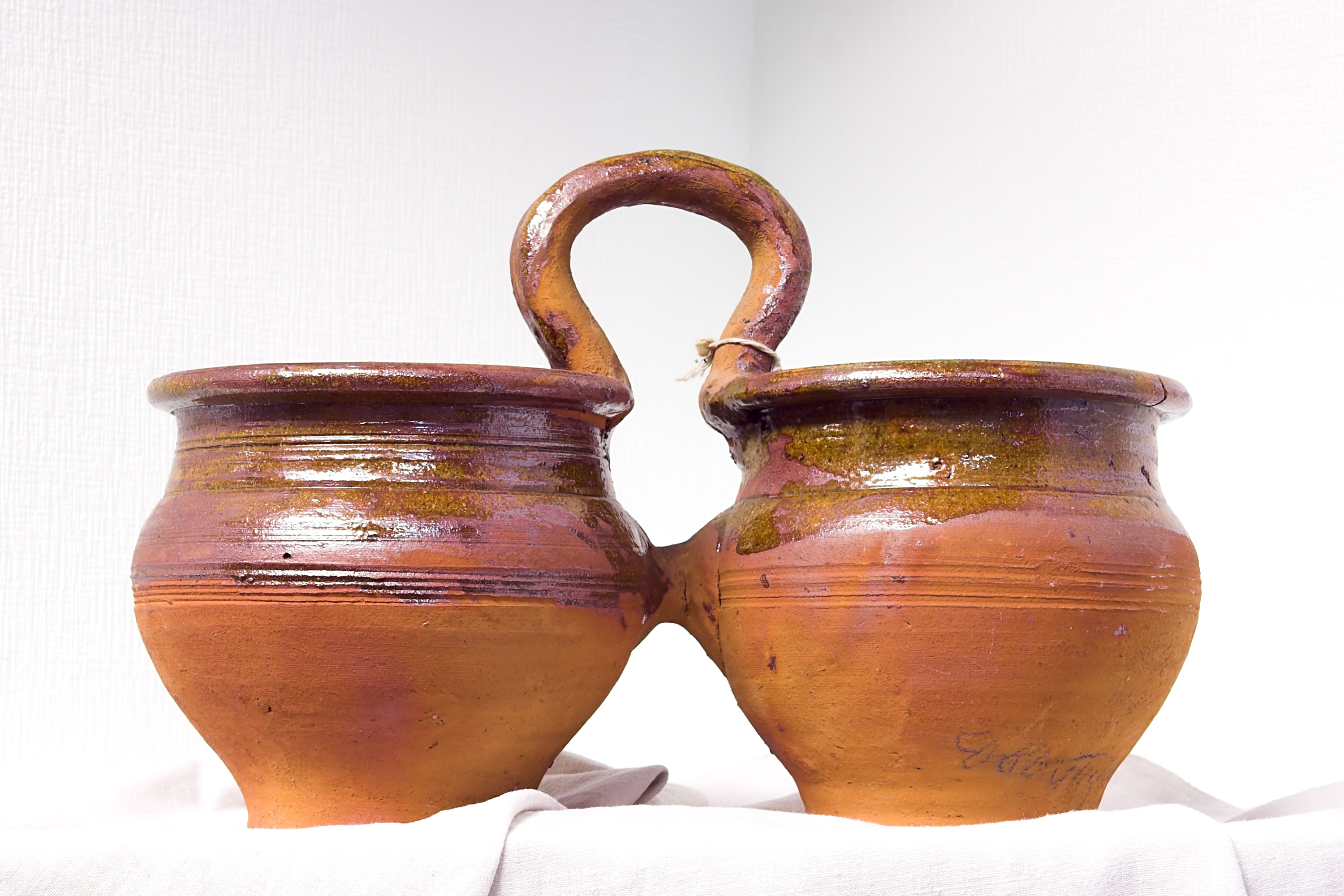
Близнята. Музей «Садиба Ганшиних», Ярославська область, РФ